# Mesopolobus albitarsus
Mesopolobus albitarsus är en stekelart som först beskrevs av Walker 1834.  Mesopolobus albitarsus ingår i släktet Mesopolobus och familjen puppglanssteklar. Enligt den finländska rödlistan är arten nära hotad i Finland. Arten är reproducerande i Sverige. Artens livsmiljö är lundskogar. Inga underarter finns listade i Catalogue of Life.